# Криевиньш, Адам
Адам Криевиньш (латыш. Ādams Krieviņš; 1 сентября 1889, Мазсалацская волость, Лифляндская губерния, Российская империя — 17 июля 1951, Норильск, СССР) — латышский политический, государственный и общественный деятель. Министр труда Латвии. Глава города Рига с 1928 по 1931 год.

## Биография
Участник Революции 1905—1907 годов в России. Подвергался арестам.
Окончил Рижский Императорский лицей. До начала Первой мировой войны учительствовал. После Февральской революции 1917 г. стал заместителем уполномоченного правительства Лифляндской губернии и Рижского района - председателем земельного совета.
Член Народного совета Латвии, провозгласившего независимость Латвии в 1918 году. С 1921 до 1923 года был депутатом Рижской городской думы , начальником городского отдела труда и членом аппарата городского головы, представляя Латвийскую социал-демократическую рабочую партию (ЛСДСП).
С 27 января 1924 по 31 марта 1925 года занимал пост министра труда Латвии в правительствах премьеров В. Замуэля и Х. Целминьша. Позже работал директором Ипотечного банка. В 1926 г. участвовал в создании Радикально-демократической партии Латвии. С 1928 по 1931 год был градоначальником Риги. При нём введено в эксплуатацию крупнейшее сооружение Риги до Второй мировой войны - Рижский центральный рынок, осуществлялось строительство жилых домов.
После присоединение Латвии к СССР в июне 1941 года был отправлен в Новосибирскую область РСФСР.
Умер в Норильске в 1951 году.